# Herb obwodu orenburskiego

Herb obwodu orenburskiego.

Herb obwodu orenburskiego (ros: Герб Оренбургской области) – jest oficjalnym symbolem rosyjskiego obwodu orenburskiego, przyjętym w obecnej formie 23 grudnia 1996 roku przez obwodowe zgromadzenie prawodawcze.

## Opis i symbolika
Francuska tarcza herbowa podzielona na dwa poziome pola. Górne pole, stanowiące jedną czwartą całej tarczy, barwy srebrnej, z wpisanym w nie martesem (kuną) w dwóch odcieniach błękitu. Zwierzę znajduje się w biegu, zwrócone jest w heraldyczną prawą stronę (lewą z punktu widzenia obserwatora), jego oczy w kolorze czerwieni. W dolnym polu o barwie czerwonej znajdują się dwa skrzyżowane ze sobą sztandary, opadające płatami ku dołowi, wszystkie ich elementy (drzewce, płaty i głowice) w barwie złotej. Na każdym ze sztandarów dwa czarne, dwugłowe orły, pochodzące z herbu rosyjskiego w formie z czasów panowania dynastii Romanowów (pochodzącej z 1856 r.). W górnej części pola złoty krzyż prawosławny. W dolnej jego części złoty półksiężyc, zwrócony końcami w kierunku drzewca prawego (heraldycznego, lewego z perspektywy widza) sztandaru. Tarczę wieńczy złota Wielka Korona Imperialna Rosji. Całość okala wieniec ze złotych liści dębu, przeplatanych ze wstęgą św. Andrzeja Apostoła Pierwszego Powołania.
Użycie zarówno prawosławnego krzyża jak i półksiężyca symbolizuje fakt, że ziemie obwodu orenburskiego leżą na granicy, nie tylko Europy i Azji, ale także dwóch kultur: chrześcijańskiej i muzułmańskiej. Ma on oddawać także, że region ten jest domem zarówno dla prawosławnych Rosjan, jak i muzułmańskich Baszkirów, Tatarów jak i Kazachów. Użycie religijnej symboliki podkreśla równość wyznań oraz harmonię jaka panuje wśród mieszkańców tego wielokulturowego obwodu. Półksiężyc zwrócony jest w stronę odpowiadającej zasadom islamu. Sztandary z dwugłowym orłem z czasów Imperium Rosyjskiego mają oddawać przynależność i wierność tych obszarów wobec Rosji. Wyobrażenie herbu rosyjskiego na sztandarach nie zostało zmienione, zachowanie wersji z 1856 r. ma podkreślać, że wtedy pojawiły się pierwsze oficjalnie zarejestrowane heraldyczne symbole regionu. Martes na górnym polu nawiązuje do faktu, że zwierzę to jeszcze w XVII wieku gęsto zamieszkiwało obszar dzisiejszego obwodu orenburskiego i dlatego jako jego symbol zostało przeniesione do herbu. Martes pojawia się także w herbie miasta Ufa, które to do 1856 r. należało do guberni orenburskiej i do dzisiaj zachowuje go w swoim herbie.  Wielka Korona Imperialna Rosji oraz wstęga orderowa św. Andrzeja Apostoła Pierwszego Powołania wraz z wieńcem z liści dębu symbolizować ma znaczenie obwodu jako ważnego podmiotu Federacji Rosyjskiej.

## Historia

Herb Rosji z 1856 r., wykorzystany w herbie orenburskiego obwodu.

Do 1867 r. gubernia orenburska używała albo herbu miasta Orenburg albo tarczę herbową z wyobrażeniem martesa. W momencie utworzenia guberni ufijskiej stan rzeczy, w której dwie jednostki administracyjne Imperium, używają w zasadzie tego samego herbu, był nie do utrzymania. 12 października 1867 r. imperator Aleksander II Romanow nadał guberni nowy herb. Był on w zasadzie całkowicie zgodny z obecnie używanym. Jedyną różnicą było umiejscowienie półksiężyca, który swymi końcami zwrócony był ku dołowi. Taka kompozycja heraldyczna przetrwała do przewrotu bolszewickiego w 1917 r., gdy wraz z nastaniem nowego systemu herb wyszedł z użycia. W czasach sowieckich używano symboliki związanej z ideologią komunistyczną.
Ta sytuacja zmieniła się w momencie rozpadu Związku Radzieckiego i przemian w Federacji Rosyjskiej, gdy zdecydowano się powrócić do dawnych tradycji heraldycznych. 23 grudnia 1996 r. obwodowe zgromadzenie prawodawcze zatwierdziło przywrócenie dawnego herbu. Jedyną zmianą, oprócz delikatnej poprawy kolorystyki martesa, była korekta orientacji półksiężyca. W czasach Imperium Rosyjskiego zwrócenie półksiężyca ku dołowi miało świadczyć o triumfie prawosławnej Rosji nad muzułmańskimi władcami i ludnością tych ziem. Nowe umiejscowienie półksiężyca ma symbolizować tolerancję i współistnienie między ludami różnych wyznań. Przywrócenie dawnego herbu guberni orenburskiej nie było jedynym pomysłem, jaki pojawił się w toku prac nad obwodowym herbem. Proponowano m.in. utworzenie na bazie starego herbu gubernialnego, zupełnie nowego symbolu heraldycznego. Jedna z wersji zakładała zastąpienie Wielkiej Korony Imperialnej zwykłą koroną heraldyczną, usunięcie wstęgi orderu św. Andrzeja Apostoła Pierwszego Powołania, na której miejsce zaproponowano wstęgę Orderu Lenina, którym to obwód orenburski został udekorowany dwukrotnie (w 1956 i 1968 r.). Wśród propozycji pojawiły się także projekty uwzględniające trzymacze heraldyczne. Herb podtrzymywać miały kozak wraz z autochtonicznym przedstawicielem ludów koczowniczych. Inna wersja zakładała umiejscowienie w tej roli dwóch wspiętych martesów o czerwonych językach. Ostatecznie projekty te nie zostały uwzględnione.
Zgodnie z ustawą Orenburskiego Zgromadzenia Prawodawczego herb obwodowy musi znajdować się na fasadach budynków, związanych zarówno z władzą wykonawczą jak i legislacyjną. Powinien się on także pojawiać się na salach posiedzeń zgromadzenia prawodawczego, obwodowych sądach oraz w pomieszczeniach administracji obwodowej i na wszystkich ważniejszych dokumentach przez tę administrację wytwarzanych. Herb obwodu orenburskiego ma według zamysłu władz symbolizować historię, teraźniejszość i przyszłość tego regionu, a także wpływać na patriotyczne uczucia jego mieszkańców.